# Metakompakter Raum
Metakompakte Räume werden im mathematischen Teilgebiet der Topologie untersucht. Es handelt sich um eine Abschwächung des Begriffs des parakompakten Raums. Diese Begriffsbildung geht auf Richard Arens und James Dugundji bzw. R. H. Bing zurück, letztgenannter Autor verwendete die heute nicht mehr gebräuchliche Bezeichnung punktweise parakompakt.

## Definition
Ein topologischer Raum heißt metakompakt, wenn jede offene Überdeckung eine punktendliche offene Verfeinerung besitzt, das heißt:
Ist {\displaystyle {\mathcal {U}}=(U_{i})_{i\in I}} eine Familie offener Mengen des topologischen Raums {\displaystyle X} mit {\displaystyle \textstyle X=\bigcup _{i\in I}U_{i}}, so gibt es eine weitere Familie offener Mengen {\displaystyle {\mathcal {V}}=(V_{j})_{j\in J}}, so dass
- {\displaystyle X=\bigcup _{j\in J}V_{j}},   das heißt {\displaystyle {\mathcal {V}}} ist auch offene Überdeckung von {\displaystyle X}
- {\displaystyle \forall j\in J:\exists i\in I:V_{j}\subset U_{i}},   das heißt {\displaystyle {\mathcal {V}}} ist Verfeinerung von {\displaystyle {\mathcal {U}}}
- {\displaystyle \forall x\in X:|\{j\in J;x\in V_{j}\}|<\infty },   das heißt {\displaystyle {\mathcal {V}}} ist punktendlich, jeder Punkt liegt in höchstens endlich vielen Überdeckungsmengen.[2]

## Beispiele und Eigenschaften
- Abgeschlossene Unterräume metakompakter Räume sind wieder metakompakt.
- Produkte metakompakter Räume sind im Allgemeinen nicht wieder metakompakt: Die Sorgenfrey-Gerade {\displaystyle X} ist als sogar parakompakter Raum sicher metakompakt, aber die Sorgenfrey-Ebene {\displaystyle X\times X} mit der Produkttopologie ist nicht metakompakt.[3]
- Alle parakompakten Räume, insbesondere also alle metrischen Räume, sind metakompakt, da lokalendliche Überdeckungen offenbar auch punktendlich sind.
- Die Dieudonné-Planke ist metakompakt aber nicht parakompakt.[4][5]
- Metakompakte Räume sind orthokompakt.
- Während parakompakte Räume stets normal sind, gilt das für metakompakte Räume im Allgemeinen nicht, auch hier kann die Dieudonné-Planke als Beispiel herangezogen werden.
- Normale, metakompakte Räume sind abzählbar parakompakt.[6]
- Es gibt normale, metakompakte Räume, die nicht parakompakt sind.[7]

## Abzählbare metakompakte Räume
Ein topologischer Raum heißt abzählbar metakompakt, wenn jede abzählbare, offene Überdeckung eine punktendliche offene Verfeinerung besitzt.
Dies ist offenbar eine Abschwächung des Begriffs des metakompakten Raums, denn die definierende Eigenschaft wird hier nur für abzählbare Überdeckungen gefordert.
Es folgt direkt aus den Definitionen, dass abzählbar metakompakte Lindelöf-Räume metakompakt sind, umgekehrt sind separable, metakompakte Räume Lindelöf-Räume.